# Pelekium leptocladum
Pelekium leptocladum är en bladmossart som beskrevs av Andries Touw 2001. Pelekium leptocladum ingår i släktet Pelekium och familjen Thuidiaceae. Inga underarter finns listade i Catalogue of Life.